# EuroEyes Cyclassics 2019
24. ročník jednodenního cyklistického závodu EuroEyes Cyclassics se konal 25. srpna 2019 v Německu. Vítězem se stal potřetí v řadě Ital Elia Viviani z týmu Deceuninck–Quick-Step. Na druhém a třetím místě se umístili Australan Caleb Ewan (Lotto–Soudal) a Ital Giacomo Nizzolo (Team Dimension Data).

## Týmy
Závodu se zúčastnilo celkem 20 týmů, všech 18 UCI WorldTeamů a 2 UCI Professional Continental týmy. Každý tým přijel se 7 jezdci, na start se tedy postavilo celkem 140 jezdců. Do cíle v Hamburku dojelo 122 jezdců.
UCI WorldTeamy
- AG2R La Mondiale
- Astana
- Bahrain–Merida
- Bora–Hansgrohe
- CCC Team
- Deceuninck–Quick-Step
- EF Education First
- Groupama–FDJ
- Lotto–Soudal
- Mitchelton–Scott
- Movistar Team
- Team Dimension Data
- Team Jumbo–Visma
- Team Katusha–Alpecin
- Team Ineos
- Team Sunweb
- Trek–Segafredo
- UAE Team Emirates

UCI Professional Continental týmy
- Gazprom–RusVelo
- Arkéa–Samsic

## Výsledky
| Pořadí | Jezdec                    | Tým                   | Čas        |
| ------ | ------------------------- | --------------------- | ---------- |
| 1      | Elia Viviani (ITA)        | Deceuninck–Quick-Step | 4h 47' 27" |
| 2      | Caleb Ewan (AUS)          | Lotto–Soudal          | + 0"       |
| 3      | Giacomo Nizzolo (ITA)     | Team Dimension Data   | + 0"       |
| 4      | Alexander Kristoff (NOR)  | UAE Team Emirates     | + 0"       |
| 5      | Mike Teunissen (NED)      | Team Jumbo–Visma      | + 0"       |
| 6      | Peter Sagan (SVK)         | Bora–Hansgrohe        | + 0"       |
| 7      | Matteo Trentin (ITA)      | Mitchelton–Scott      | + 0"       |
| 8      | Arnaud Démare (FRA)       | Groupama–FDJ          | + 0"       |
| 9      | Iván García Cortina (ESP) | Bahrain–Merida        | + 0"       |
| 10     | Oliver Naesen (BEL)       | AG2R La Mondiale      | + 0"       |